# Liste der Staatsoberhäupter 199
Übersicht
◄◄ | ◄ | 195 | 196 | 197 | 198 | Liste der Staatsoberhäupter 199 | 200 | 201 | 202 | 203 | ► | ►►

Weitere Ereignisse

## Afrika
- Aksumitisches Reich
  - König: Gadarat (um 200)

- Römisches Reich
  - Provincia Romana Aegyptus
    - Präfekt: Quintus Aemilius Saturninus (197–199)

## Asien
- Armenien
  - König: Chosroes I. (ca. 190–216)

- Charakene
  - König: Maga (ca. 195–ca. 210)

- China
  - Kaiser: Han Xiandi (189–220)

- Iberien (Kartlien)
  - König: Rev I. (189–216)

- Indien
  - Satavahana
    - König: Sri Yajna Sātakarni III. (170–199)
    - König: Vijaya (199–ca. 210)

- Japan (Legendäre Kaiser)
  - Kaiser: Chūai (192–200)

- Korea
  - Baekje
    - König: Chogo (166–214)

  - Gaya
    - König: Suro (42–199?)
    - König: Geodeung (199–259)

  - Goguryeo
    - König: Sansang (197–227)

  - Silla
    - König: Naehae (196–230)

- Kuschana
  - König: Vasudeva I. (184–220)

- Osrhoene
  - König: Abgar VIII. (162–212)

- Partherreich
  - Schah (Großkönig): Vologaeses V. (191/192–207)

## Europa
- Bosporanisches Reich
  - König: Sauromates II. (174/175–210/211)

- Römisches Reich
  - Kaiser: Septimius Severus (193–211)
    - Konsul: Publius Cornelius Anullinus (199)
    - Konsul: Marcus Aufidius Fronto (199)

  - Provincia Romana Britannia
    - Legat: Virius Lupus (197–202)